# Słobódka Dżuryńska
Słobódka Dżuryńska (ukr. Джуринська Слобідка, Dżurynśka Słobidka) – wieś na Ukrainie, w  rejonie czortkowskim obwodu tarnopolskiego, w hromadzie Białobożnica. W 2001 roku liczyła 494 mieszkańców. 
W II Rzeczypospolitej miejscowość w powiecie czortkowskim województwa tarnopolskiego.
W 1945 r. nacjonaliści ukraińscy z OUN-UPA zamordowali tutaj 7 Polaków.
Ze Słobódki Dżuryńskiej pochodzili dwaj bracia: ks. Wacław Szetelnicki, historyk Kościoła i proboszcz parafii św. Bonifacego we Wrocławiu, oraz ks. Jan Szetelnicki, proboszcz parafii św. Katarzyny w Kudowie-Zdroju.